# Corynoptera nigrotegminis
Corynoptera nigrotegminis är en tvåvingeart som beskrevs av Werner Mohrig 1999. Corynoptera nigrotegminis ingår i släktet Corynoptera och familjen sorgmyggor. Inga underarter finns listade i Catalogue of Life.